# 田谷
株式会社田谷（たや、TAYA Co.,Ltd.）は、東京都渋谷区に本社を置き、日本全国で美容室をチェーン展開する企業。「TAYA」をはじめ、「TAYA&Co.」「Capelli Punto NY」「MICHEL DERVYN」等のブランドで店舗を展開する。低価格業態のファミリーヘアサロン「Shampoo」も展開している。

## 概要
主力は美容室「TAYA」ブランド。全サロンを直営で展開している。主に首都圏（東京都・神奈川県）と九州（福岡県）が地盤。自社開発商品のシャンプー剤・トリートメント剤・化粧品・ウイッグ・サプリメントも販売。

### 店舗数
（2021年8月31日現在）
- TAYA：80店舗
- TAYA&CO.：2店舗
- Capelli Punto NY：1店舗
- Shampoo：12店舗
- MICHEL DERVYN：2店舗
- beautiful hair：1店舗（小売店）

### 営業支店
- 関西支社：〒530-0002 大阪府大阪市北区曽根崎新地二丁目3番3号 桜橋西ビル9F
- 九州支社：〒812-0013 福岡県福岡市博多区博多駅東一丁目17番25号 KDビル6F

### 過去のブランド
過去に運営していたサロン。
- アランエドワーズサロントーキョー
- Bumble and bumble.NEW YORK
- Highlight GALLERY
- クレージュ・サロン・ボーテ

## 沿革
- 1964年10月10日 - 創業者の田谷哲哉が、東京オリンピック開会式の日に「田谷哲哉美容室」を東京都千代田区麹町に開業。
- 1975年 - 株式会社ビューティショップ田谷（現：株式会社田谷）を設立。アジアの美容界に呼応し「全アジア・ヘアデザイナーアカデミー（A・H・A）を創設。以降、毎年アジア各都市で「全アジア・ヘア＆メイクアップコンテスト」を開催。
- 1983年 - 神奈川県横浜市に本社ビルを建設。
- 1986年 - 神奈川県横浜市にトレーニングセンターを開設。九州（福岡県）へ進出。
- 1988年 - TAYAアーティスティックチーム（現：クリエイティブチーム）がロンドン・ワールド・ヘアドレッシング・コングレスより日本代表として招聘され出場。
- 1990年 - TAYAアーティスティックチーム（現：クリエイティブチーム）が'90ニューヨークI.B.S（インターナショナルビューティーショー）に日本代表として招聘され出場。
- 1991年 - 本社機能を渋谷区原宿へ移転。
- 1992年 - 第2次美容白書発表。その後のヘアカラーブームの起点となる。
- 1994年 - 業務拡張のため本社機能を移転。関西（大阪府）へ進出。
- 1997年 - 美容業界で初めて日本証券業協会（現：ジャスダック）に株式を店頭公開。
- 1998年 - 米国「カペリプント サロン／スパ」と提携、東京銀座に1号店をオープン。ファミリーを対象とした低価格サロン「Shampoo」1号店を福岡県中間市にオープン。
- 1999年 - 東京証券取引所市場2部に上場。
- 2000年 - 渋谷区神宮前に本社ビルを竣工、同所へ本社を移転。
- 2001年 - 東京証券取引所市場1部に指定替え。
- 2003年 - 田谷和正が代表取締役社長に就任。TAYAアーティスティックチーム（現：クリエイティブチーム）がロンドン・ワールド・ヘアドレッシング・コングレスより日本代表として招聘され6度目の出場。ヘアケア商品の販売のため楽天市場へ出店。
- 2004年 - ベルギー国CADSインターナショナル社との提携により大阪府大阪市内にMICHEL DERVYNハービスPLAZAエント店を開設。
- 2005年 - 東京都中央区銀座に170坪のフラッグシップサロン「GRAND TAYA」をオープン。
- 2007年 - オリジナルのスキンケア化粧品「トゥール・ザン・レール」シリーズの販売を開始。
- 2009年 - ヘアケア商品の販売のため、Yahoo!ショッピングへ出店。
- 2014年 - 創業50周年を迎える。オリジナル情報誌「MARIQUITA」創刊。自社開発オリジナルウィッグ「ヘアコサージュ」発売。
- 2016年 - 保科匡邦が代表取締役社長に就任。田谷和正は代表取締役会長に就任。
- 2017年 - 株式上場20周年。即時ネット予約システム「リザービア」導入。TAYA会員オンラインショップ開設。
- 2018年 - ネット予約とオンラインショップが利用可能な「TAYA公式アプリ」導入。
- 2019年 - 創業55周年を迎える。
- 2021年 - 競争激化や新型コロナ感染拡大の難局を乗り越えるため、33店舗閉鎖などを含む、構造改革プラン「T9」を発表[3]。
- 2022年4月17日 - 創業者で名誉会長の田谷哲哉が81歳で死去[4]同月21日に社長の保科匡邦が退任し顧問に就任し、取締役執行役員である中村隆昌が6月21日の株主総会で社長に選出された。[5][6]。
- 2024年4月1日 - ブランドリニューアル。ロゴを斜体の「TAYA」から正体の「TAYA」に変更。新ロゴの「A」は間のラインを抜き、漢字の「人」を表現し、二つの「A」は「人と人」を意味する[7]。